# Comuna de Jasieniec
Jasieniec (polaco: Gmina Jasieniec) é uma gminy (comuna) na Polónia, na voivodia de Mazóvia e no condado de Grójecki. A sede do condado é a cidade de Jasieniec.
De acordo com os censos de 2004, a comuna tem 5353 habitantes, com uma densidade 49,6 hab/km².

## Área
Estende-se por uma área de 107,83 km², incluindo:
- área agricola: 80%
- área florestal: 15%

## Demografia
Dados de 30 de Junho 2004:
|                      | Total   | Total | Mulheres | Mulheres | Homens  | Homens |
| -------------------- | ------- | ----- | -------- | -------- | ------- | ------ |
|                      | pessoas | %     | pessoas  | %        | pessoas | %      |
| População            | 5353    | 100   | 2653     | 49,6     | 2700    | 50,4   |
| Densidade (pop./km²) | 49,6    | 100   | 24,6     | 24,6     | 25      | 25     |

De acordo com dados de 2002, o rendimento médio per capita ascendia a 1396,55 zł.

## Subdivisões
- Alfonsowo, Boglewice, Bronisławów, Czachów, Franciszków, Gniejewice,  Gołębiów, Gośniewice, Ignaców, Jasieniec, Koziegłowy, Kurczowa Wieś, Leżne, Łychowska Wola, Łychów, Miedzechów, Nowy Miedzechów, Olszany, Orzechowo, Osiny, Przydróżek, Ryszki, Rytomoczydła, Stefanków, Turowice, Turowice-Kolonia, Tworki, Warpęsy, Wierzchowina, Wola Boglewska, Zbrosza Duża.

## Comunas vizinhas
- Belsk Duży, Chynów, Goszczyn, Grójec, Promna, Warka